# Бурмон
Бурмон (фр. Bourmont) насеље је и општина у североисточној Француској у региону Шампањ-Арден, у департману Горња Марна која припада префектури Шомон.
По подацима из 2011. године у општини је живело 503 становника, а густина насељености је износила 31,3 становника/km². Општина се простире на површини од 16,07 km². Налази се на средњој надморској висини од 410 метара.

## Демографија
| 1962. | 1968. | 1975. | 1982. | 1990. | 1999. | 2011. |
| ----- | ----- | ----- | ----- | ----- | ----- | ----- |
| 718   | 720   | 697   | 571   | 598   | 533   | 503   |

График промене броја становника у току последњих година